# Agave tubulata
Agave tubulata ist eine Pflanzenart aus der Gattung der Agaven (Agave).

## Beschreibung

### Vegetative Merkmale
Agave tubulata wächst mit ziemlich glänzend grünen, breit lanzettlichen, allmählich zugespitzten oder etwas spitz zulaufenden Laubblättern, die gelegentlich der Länge nach gefaltet sind. Ihre Blattspreite ist 60 bis 75 Zentimeter (selten bis zu 90 Zentimeter) lang und 15 bis 20 Zentimeter breit. Der Blattrand ist ausgeschweift. An ihm befinden sich auf grünen Vorsprüngen 1 bis 3 Millimeter lange Randzähne, die 15 bis 20 Millimeter voneinander entfernt stehen. Die Randzähne sind zur Blattspitze hin überwiegend aufwärts gebogen und zur Blattbasis hin zurückgebogen. Sie entspringen einer eher halbmondförmigen als linsenförmigen Basis. Der braune, matte, glatte Enddorn ist nadelig-konisch, etwas aufgebogen oder hin- und herzurückgebogen. Er ist unterhalb seiner Mitte rundlich gefurcht oder besitzt einen einwärts gebogenen Rand. Der Enddorn ist 15 Millimeter lang und herablaufend.

### Blütenstände und Blüten
Der „rispige“ Blütenstand erreicht eine Länge von 2 bis 5 Meter. Die Blüten sind 30 bis 35 Millimeter lang. Ihre Perigonblätter sind gelb. Die Zipfel sind 12 Millimeter lang. Die schmal trichterförmige Blütenröhre weist eine Länge von 6 bis 8 Millimeter auf. Der Fruchtknoten ist 15 Millimeter lang.

### Früchte
Die breit länglichen Früchte sind 2 bis 3,5 Zentimeter lang und 1,2 bis 1,5 Zentimeter breit. Sie sind kurz gestielt und geschnäbelt.

## Systematik und Verbreitung
Agave tubulata ist im Westen von Kuba verbreitet.
Die Erstbeschreibung durch William Trelease wurde 1913 veröffentlicht.

## Nachweise